# Walentin Alexandrowitsch Kamenski
Walentin Alexandrowitsch Kamenski (russisch Валентин Александрович Каменский; * 16. Septemberjul. / 29. September 1907greg. in Tula, Russisches Kaiserreich; † 20. November 1975 in Leningrad, Sowjetunion) war ein russisch-sowjetischer Architekt und Stadtplaner. Er war von 1951 bis 1971 Chefarchitekt von Leningrad.

## Leben
1931 absolvierte er das Leningrader Institut für Wirtschaftsingenieure. Von 1931 bis 1939 lehrte er an diesem. Ab 1941 lehrte er an der Staatlichen Universität für Architektur und Bauwesen Leningrad. Seit 1959 ist er Professor. Von 1951 bis 1971 war Kamenski Chefarchitekt von Leningrad und setzte sich dabei auch intensiv mit dem Erhalt historischer Bauten auseinander. 1970 erhielt er den Ehrentitel Verdienter Architekt des Volkes der UdSSR, die höchste Auszeichnung für Architekten in der Sowjetunion, mit der nur 45 Architekten ausgezeichnet wurden.
Er wurde auf dem Wolkowo-Friedhof begraben.

## Werke (Auswahl)

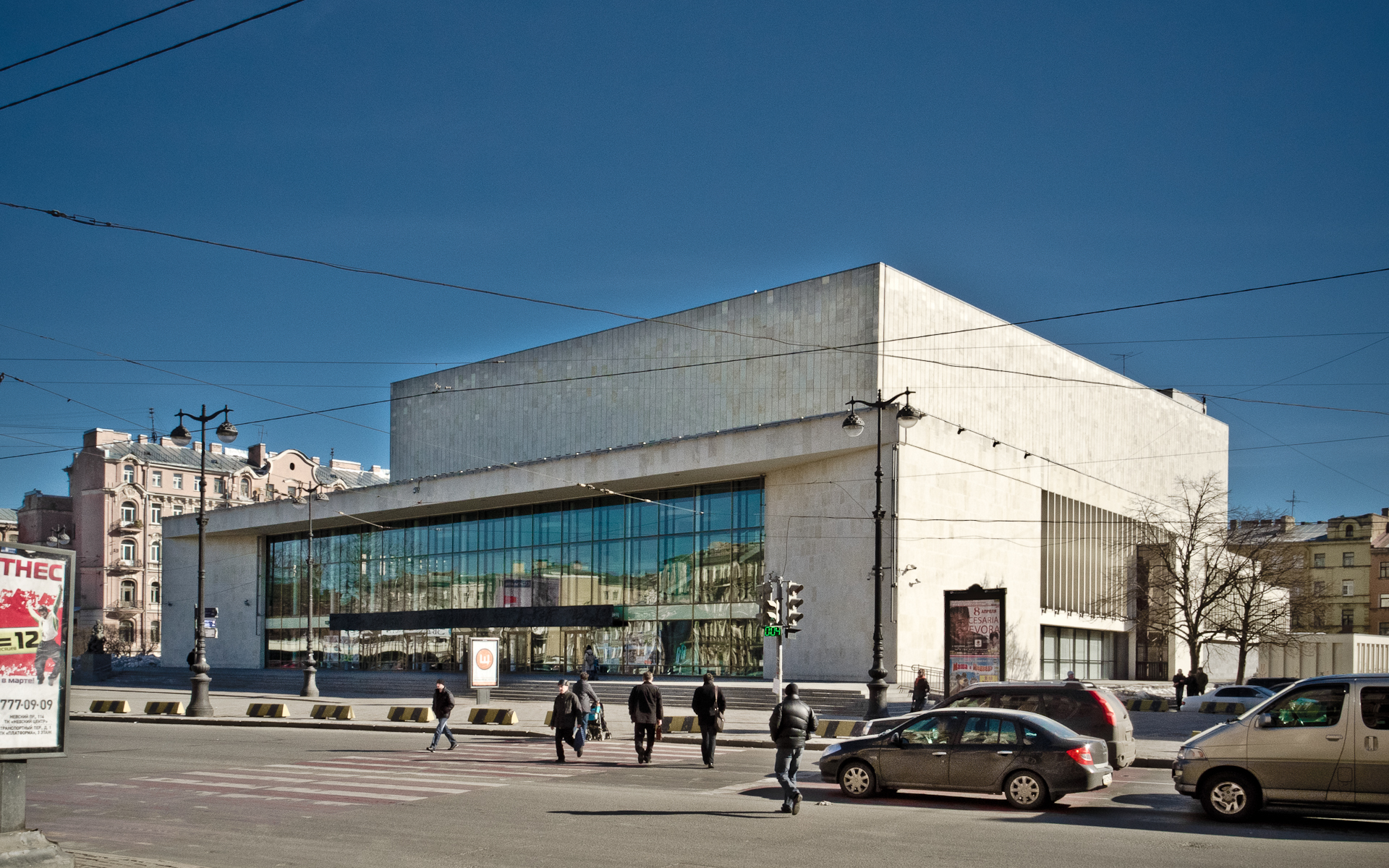
Oktjabrski-Konzertsaal (2011)

- (mit Bildhauer G. F. Wetjutnew) Triumphbogen in Artow (1945; nicht erhalten)
- Sanierung des Gebäudes N7 am Liteiny Prospekt (1946) und des Hauses N11 an der Pestelstraße mit der Gedenkstele für die Helden von Hanko (zusammen mit Anna Aloisowna Leiman)
- Leitung der Planungen am Prospekt Statschek (1951–55)
- Leitung der Planungen für den Stadtbezirk Datschnoe in Leningrad (ab 1960)
- Masterplan für Leningrad (1963–1990)
- (mit Schan Werschbizki und Alexander Schuk) Oktjabrski-Konzertsaal (1967)
- (als Architekt mit Sergei Speranski, Bildhauer Michail Anikuschin) Denkmal für die heldenhafter Verteidiger Leningrads (1974–75)

## Auszeichnungen
- Verdienter Architekt des Volkes der UdSSR (1970)
- Leninpreis (1978)
- Leninorden
- Ehrenzeichen der Sowjetunion